# مدرسه سلطانی (کاشان)
مدرسه سلطانی در کاشان، واقع شده و این اثر به عنوان یکی از آثار ملی ایران به ثبت رسیده است.